# Carneu
Carneu (grec antic: Καρνεῖος, llatí: Carneius) fou un filòsof cínic grec, de malnom Cinulc perquè era el cap de l'escola dels cínics (grec antic: Κύνουλκος 'cap dels cínics'). Era natural de Mègara. És esmentat a El banquet dels cínics, de Parmenisc.